# Treloi polyteleias
Treli politelias hay Treloi polyteleias (tiếng Hy Lạp: Τρελοί πολυτελείας là một bộ phim điện ảnh Hy Lạp sản xuất năm 1963. Đạo diễn bộ phim là Stefanos Fotiadis cùng các diễn viên là Giorgos Pantzas, Mimis Fotopoulos và Giannis Gionakis.

## Diễn viên
- Giorgos Pantzas
- Mimis Fotopoulos
- Giannis Gionakis
- Alekos Leivaditis
- Giorgos Konstantinou
- Eleni Anousaki
- Kaiti Panou
- Giorgos Tsitsopoulos
- Rena Dor